# Elisa Isoardi
Elisa Isoardi (Cuneo, 27 dicembre 1982) è una conduttrice televisiva ed ex modella italiana.

## Biografia
Originaria di Monterosso Grana, svolge i primi studi superiori presso la scuola "Istituto Superiore Eula" a Savigliano, e nel 1998 si affaccia al mondo dello spettacolo, vincendo il titolo di Miss Fragola e partecipando a Miss Muretto.

### Carriera

#### Anni 2000
Nel 2000, partecipa al concorso di Miss Italia in qualità di "Miss Valle d'Aosta" e si aggiudica la fascia di "Miss Cinema". Nello stesso anno si trasferì a Roma per studiare recitazione, diplomandosi proprio in Teatro drammatico presso la scuola sperimentale "Agorà". Dopo il diploma, dal 2001 al 2003, ha partecipato a diverse produzioni teatrali. Successivamente si è trasferita a Milano per intraprendere la carriera di modella. Ha posato per una campagna fotografica di Brooksfield, ha sfilato per Il Marchese Coccapani, per Max Mara e per Carlo Pignatelli.
Nello stesso periodo, inoltre, è comparsa in diversi spot pubblicitari e in due videoclip musicali: Tu no dei Gemelli DiVersi e Che tempo fa di Miotti. Nel 2005, è tornata a Roma entrando in Rai come inviata nella trasmissione Guarda che luna, condotta da Massimo Giletti e Hoara Borselli. Nello stesso anno, ha condotto la trasmissione Italia che vai con Guido Barlozzetti su Rai 1. L'anno successivo, ha condotto il programma Caccia al ladro, trasmesso dal canale Leonardo di Sky e ritrasmesso, nel 2008, dal canale Facile TV sul digitale terrestre. Nel 2007, ha condotto il Festival di Castrocaro insieme a Massimo Giletti, mentre il 15 dicembre dello stesso anno ha presentato la trasmissione pomeridiana di Rai 1 Effetto Sabato.
Nell'estate del 2008, è stata la conduttrice di Sabato & Domenica Estate, contenitore del weekend in onda al mattino dalle 6:50 alle 9:30 con Attilio Romita, sostituendo Sonia Grey e Franco Di Mare, ritornati nella stagione 2008/2009 con Vira Carbone, e di Pongo e Peggy - Gli animali del cuore, in onda il sabato alle 11:45 sempre su Rai 1, di cui ha condotto una seconda edizione l'estate successiva. Di nuovo sulla stessa rete, il 19 luglio, ha condotto una puntata zero della trasmissione Parenti Talenti. Nell'estate dello stesso anno, ha condotto la trasmissione notturna Oltremoda reloaded, su Rai 1. Dal 15 dicembre 2008 le è stata affidata la guida del noto programma del mezzogiorno di Rai 1 La prova del cuoco, sostituendo Antonella Clerici che ha dovuto abbandonare la trasmissione per portare a termine la sua gravidanza. In un primo momento l'avvicendamento sarebbe dovuto durare fino al termine della stagione televisiva, ma, ad aprile, l'allora direttore di Rai 1, Fabrizio Del Noce, la confermò alla guida del programma anche per la stagione successiva.
Nel giugno 2009, è subentrata ad Antonella Clerici anche nella conduzione dell'Oscar del vino e, sempre in estate, ha condotto, sempre su Rai 1, la manifestazione del Festival di Castrocaro. Da metà novembre del 2009, ha condotto, su Rai Radio 2 la trasmissione Le colonne d'Ercole insieme ad Armando Traverso e Federico Biagione.

#### Anni 2010
Il 6 gennaio 2010, Isoardi è stata in collegamento dai Monopoli di Stato per il programma Affari tuoi su Rai 1 abbinato alla Lotteria Italia. Nel giugno 2010, è stata ancora la conduttrice dell'Oscar del vino. Dal settembre 2010, in seguito al ritorno di Antonella Clerici a La prova del cuoco, le è stata affidata la conduzione del programma domenicale Linea verde. A partire dal 9 ottobre 2010, conduce anche la trasmissione di Rai 1 A come animali, in onda il sabato mattina. Insieme a Pupo, il 4 luglio 2011, ha condotto Miss Italia nel mondo.
Dal 6 agosto all'11 settembre 2011, conduce su Rai Radio 2 I miei e i tuoi con Gianfranco Monti. Il 9 agosto, ha presentato su Rai 1 il premio "Persefone 2011" dedicato al teatro. Dal 12 settembre 2011, conduce Unomattina insieme al giornalista del TG1 Franco Di Mare. Il 25 dicembre 2011, ha condotto su Rai 1 Canto di Natale. Il 9 e il 16 maggio 2012, conduce Punto su di te! su Rai 1 con Claudio Lippi. Da settembre 2012, e con Franco Di Mare di Unomattina conduce anche Unomattina Rosa. Nel 2013 viene confermata conduttrice di Unomattina insieme a Duilio Giammaria con la partecipazione di Eleonora Daniele e Massimiliano Ossini.
Nell'estate 2014, conduce su Rai 1 la manifestazione musicale Una notte per Caruso insieme a Flavio Montrucchio. Ha iniziato la stagione televisiva 2014/2015 su Rai 1 come unica conduttrice del programma giornaliero A conti fatti. Sabato 4 luglio 2015, affiancata da Flavio Montrucchio, conduce, per il secondo anno consecutivo, in prima serata su Rai 1, la manifestazione Una notte per Caruso.
Nel 2016 appare sulla copertina del disco Musica Endemica del gruppo occitano Lou Dalfin.
Nella stagione televisiva 2018/2019 torna a condurre La prova del cuoco su Rai 1.

#### Anni 2020
Terminata la conduzione de La prova del cuoco con la chiusura del programma a giugno 2020 per un evidente calo di ascolti (come dichiara il direttore di Rai 1, Stefano Coletta), a settembre dello stesso anno partecipa come concorrente alla quindicesima edizione di Ballando con le stelle in coppia con il ballerino Raimondo Todaro. Si è ritirata nella settima puntata per distorsione alla caviglia, ma, grazie al ripescaggio, riuscì ad arrivare in finale.
A pochi mesi dall'avventura nello show di danza di Rai 1, il 21 gennaio 2021 affianca Ezio Greggio ed Enzo Iacchetti in una puntata di Striscia la notizia ed in seguito partecipa come concorrente alla quindicesima edizione de L'isola dei famosi, su Canale 5; come successo nel programma di Milly Carlucci, ebbe un infortunio ad un occhio, inizialmente non preoccupante, ma che in seguito la portò al ritiro dal gioco. 
Nella stagione 2021/2022 torna in Rai al timone di Vorrei dirti che su Rai 2, programma non confermato a causa dei bassi ascolti. Nel 2023 e nel 2024 conduce due spin-off di Linea verde su Rai 1 con Monica Caradonna.
Da ottobre 2025 condurrà Bar centrale su Rai 1 al posto de Le stagioni dell'amore.

## Vita privata
Dal 2014 al novembre 2018 ha avuto una relazione con il politico Matteo Salvini. Si professa cattolica.

## Televisione
- Miss Muretto (TMC 2, 1998) – Concorrente
- Miss Italia (Rai 1, 2000) – Concorrente
  - Miss Italia nel mondo (Rai 1, 2011)
- Guarda che luna (Rai 1, 2005) – Inviata
- Italia che vai (Rai 1, 2005-2007)
- Caccia al ladro (Leonardo, 2006)
- Festival di Castrocaro (Rai 1, 2007, 2009)
- Sabato & Domenica (Rai 1, 2007-2008)
  - Sabato & Domenica Estate (Rai 1, 2008)
- Oltremoda Reloaded (Rai 1, 2007)
- Effetto Sabato (Rai 1, 2007-2008)
- Capodanno reale (Rai 1, 2007)
- Pongo e Peggy - Gli animali del cuore (Rai 1, 2008-2009)
- Parenti talenti (Rai 1, 2008)
- La prova del cuoco (Rai 1, 2008-2010, 2018-2020)
- Telethon (Rai 1, 2008-2011, 2022, 2024)
- Oscar del vino (Rai 1, 2009-2010)
- Mare latino (Rai 1, 2010)
- Affari tuoi (Rai 1, 2010) – Inviata
- A come animali (Rai 1, 2010)
- Linea verde (Rai 1, 2010-2011)
  - Linea verde Estate (Rai 1, 2011)
  - Linea verde Life (Rai 1, 2023-2024)
  - Linea verde Italia (Rai 1, 2024-2025)
- 10 stelle per Madre Teresa (Rai 1, 2010)
- Premio Persefone (Rai 1, 2011)
- Unomattina (Rai 1, 2011-2014)
  - Unomattina Rosa (Rai 1, 2012-2013)
  - Unomattina Verde (Rai 1, 2013-2014)
- Canto di Natale (Rai 1, 2011-2012)
- Punto su di te! (Rai 1, 2012)
- Gusto italiano (Rai 1, 2012)
- Uno spettacolo per la vita (Rai 5, 2013)
- Una notte per Caruso (Rai 1, 2014-2015)
- A conti fatti (Rai 1, 2014-2015)
  - A conti fatti - La parola a voi (Rai 1, 2015-2016)
  - Tempo & denaro (Rai 1, 2016-2017)
  - Buono a sapersi (Rai 1, 2017-2018)
- Concerto dell'Epifania (Rai 1, 2016-2017)
- Premio Louis Braille (Rai 1, 2018)
- Ballando con le stelle (Rai 1, 2020) – Concorrente
- Striscia la notizia (Canale 5, 2021)
- L'isola dei famosi (Canale 5, 2021) – Concorrente
- Vorrei dirti che (Rai 2, 2022-2023)

## Radio
- Le colonne d'Ercole (Rai Radio 2, 2009-2010)
- I miei e i tuoi (Rai Radio 2, 2011)

## Opere
- Anna Moroni e Elisa Isoardi, Cucina con noi, Roma/Milano, Eri/Mondadori, 2009, ISBN 978-88-04-59663-9.
- Carlo Raspollini e Elisa Isoardi, Borghi da gustare: 25 itinerari enogastromici di Linea Verde, con Enrico Barcella, Gianluca Ciardelli, Sergio Malatesta, Roma, Rai Eri, 2011, ISBN 978-88-397-1535-7.
- Natale Giunta, Elisa Isoardi e Alessandra Spisni, Buonissimo! La grande avventura della cucina italiana, Roma, RaiLibri, 2019, ISBN 978-88-397-1786-3.